# Непп (округ Джексон, Вісконсин)
Непп (англ. Knapp) — місто (англ. town) в США, в окрузі Джексон штату Вісконсин. Населення — 303 особи (2020).

## Демографія
Згідно з переписом 2010 року, у місті мешкало 299 осіб у 129 домогосподарствах у складі 85 родин. Було 194 помешкання
Расовий склад населення:
| - 96,7 % — білих - 1,3 % — корінних американців - 1,0 % — чорних або афроамериканців |

До двох чи більше рас належало 1,0 %. Частка іспаномовних становила 0,7 % від усіх жителів.
За віковим діапазоном населення розподілялося таким чином: 17,7 % — особи молодші 18 років, 63,9 % — особи у віці 18—64 років, 18,4 % — особи у віці 65 років та старші. Медіана віку мешканця становила 45,7 року. На 100 осіб жіночої статі у місті припадало 106,2 чоловіків;  на 100 жінок у віці від 18 років та старших — 101,6 чоловіків також старших 18 років.
Середній дохід на одне домашнє господарство  становив 63 175 доларів США (медіана — 58 750), а середній дохід на одну сім'ю — 70 971 долар (медіана — 65 417). Медіана доходів становила 42 500 доларів для чоловіків та 31 875 доларів для жінок. За межею бідності перебувало 5,0 % осіб, у тому числі 7,7 % дітей у віці до 18 років та 4,0 % осіб у віці 65 років та старших.
Цивільне працевлаштоване населення становило 147 осіб. Основні галузі зайнятості: сільське господарство, лісництво, риболовля — 23,8 %, виробництво — 23,1 %, освіта, охорона здоров'я та соціальна допомога — 17,7 %.